# Quartel do Derby
O Quartel do Derby é um edifício histórico localizado na cidade do Recife, capital do estado de Pernambuco, Brasil. Trata-se do quartel do comando geral da Polícia Militar de Pernambuco.

## História
No local onde se encontra o Quartel da Polícia Militar de Pernambuco funcionava anteriormente o Derby Club, hipódromo inglês que encerrou suas atividades ao final do século XIX. Em seu lugar foi construído, em 1898, o Mercado Modelo Coelho Cintra, empreendimento de Delmiro Gouveia tido como o primeiro "shopping center" do Brasil. Destruído o mercado em 1900 por um incêndio, a área ficou abandonada até o início da década de 1920, quando foi erguida a base militar.